# Животное, которым я следовательно являюсь
«Животное, которым я следовательно являюсь» (фр. L'Animal que donc je suis) — книга, составленная на основе серии докладов французского философа Жака Деррида на тему «Автобиографическое животное», прочитанных в 1997 году на десятидневной конференции в замке Серизи в Нормандии.
Работа стала фундаментальной для исследований животных (animal studies) в области литературной критики и критической теории.
Книга приобрела известность, так как в ней Деррида впервые непосредственно обращается к вопросам, связанным с различиями между человеком и другими животными, а также онтологическим статусом животного. Сам философ утверждал, что его интерес к исследованию животных проявляется ещё в ранних работах.

## Публикация
После прочтения докладов на конференции в Серизи в 1997 году, сохранились записи Архивная копия от 24 июня 2021 на Wayback Machine выступлений и тексты, некоторые из них были позже опубликованы.
Вступительный доклад «Животное, которым я следовательно являюсь» (L’Animal que donc je suis), давший в дальнейшем название книге, был издан в сборнике конференции со словами «продолжение следует» (à suivre), так как Деррида планировал опубликовать полноценную книгу, посвящённую исследованию животных. В 2003 году был также выпущен текст доклада «И если бы животное ответило?» (Et si l’animal répondait?) в специальном, посвящённом Деррида, номере журнала Les Cahiers de L’Herne.
Эти два текста соответствуют первой и третьей главам книги, изданной уже после смерти Деррида, в 2006 году под редакцией Мари-Луиз Малле (Marie-Louise Mallet). Вторая и четвёртая главы не имеют заголовков и представляют собой расшифровку записей докладов о статусе животных в истории европейской философии (Декарт, Кант, Левинас, Лакан), а также отдельно — в философии Хайдеггера.

## Содержание
Название вводного доклада L’Animal que donc je suis отсылает к картезианскому Мыслю, следовательно, существую (фр. Je pense, donc je suis). Деррида обыгрывает омонимию форм первого лица единственного числа глаголов «être» (быть, являться) и «suivre» (следовать). Поэтому название может быть переведено двумя способами: «Животное, которым я являюсь» и «Животное, за которым я следую».
В русском переводе Н. Архипова эта неоднозначность передана за счет использования слова «следовательно» в качестве наречия образа действия, которое на слух может быть воспринято как вводное: «Животное, которым я следовательно являюсь».
Деррида указывает на тот факт, что все представители европейской философии (подробно разбираются ключевые фигуры от Аристотеля до Хайдеггера), рассматривали животных как цельную группу, игнорируя различия между видами — будто бы они «никогда не видели себя увиденными животным». Как утверждает Деррида, «они не уяснили себе, что то, что они называют „животным“, может на них смотреть и обращаться к ним оттуда, из совсем иного истока».
В связи с этим он вводит неологизм animots, совмещающий animaux (животные) и mots (слова). Неологизм указывает на фактическую безосновательность употребления слова «животное» в единственном числе со значением обобщения. Европейская философия, по мнению Деррида, подразумевала именно animot — животное-слово, в том время как настоящие животные, каждое отдельное животное, полностью игнорировались: «Среди не-человеков и отдельно от не-человеков существует гигантская множественность иных живых, которые не позволяют себя гомогенизировать, не применяя насилие или корыстное непризнание, в категории так называемых животных или животности вообще».
Таким образом, деконструируя разные антропоцентричные философские подходы к определению животного, Деррида указывает на то, что все они основываются на идее недостатка, лишенности животного. «Автобиографичное животное» подразумевает переосмысление статуса животного по отношению к человеку в связи с вопросами о субъектности и рефлексии. Как задачу Деррида обозначает не стирание границы не-человеческого, а рассмотрение той множественности, которая лежит за ней, «определение меры, формы, смысла, структуры и многослойной глубины этого абиссального предела, этой каймы [bordures], этой множественной и многократно сложенной границы [frontière]».

## Критика
Донна Харауэй в работе «Когда встречаются виды» (англ. When Species Meet) хвалит Деррида за понимание того, что «настоящие животные оглядываются на настоящих людей», хотя, и что очень важно, он «не рассматривает всерьез альтернативные формы знания чего-либо о кошках и то, как это знание осмыслять, возможно, даже с научной, биологической точки зрения, а значит и с философской, интимной». Несмотря на одобрение в целом его попытки обратиться к вопросу о животных, Харауэй предполагает, что Деррида «не выполнил простое обязательство дружеского отношения» к конкретному другому животному.
Эссеист Ариан Николас считает, что проводимая Деррида критика фаллологоцентризма сама по себе является формой антропоцентризма. Позиция Деррида в этом случае представляет собой онтологический парадокс: «По иронии судьбы, „Животное, которым я следовательно являюсь“ представляет собой виртуозное упражнение в „фаллогоцентризме“, поскольку сам Деррида говорит от имени животных».
Аргумент против абстрактности понятия «животное» был выдвинут в работе философа Славоя Жижека «Меньше чем ничего» (англ. Less than Nothing), в главе «Животное, которым я являюсь» (англ. The Animal that I am). Жижек ссылается на пассаж из «Капитала», где Маркс сравнивает общий эквивалент с обобщающим понятием «животное». Примером абстракции, которая выражает вполне реальные и конкретные объекты, являются деньги. Стоимость приписывается предметам как дополнительное внешнее качество, однако определяет их сущность как товаров, конституируя тем самым реальность капитала. Аналогично и представители разных видов содержат как свою глубинную сущность абстракцию «животное», которая является для них общим эквивалентом, их представителем.

## Животное в работах Деррида
Как отмечает сам Деррида, вопросы, связанные с животными и животным, рассматривались им еще задолго до конференции 1997 года. В частности, в третьей главе своей работы «Письмо и различие» (1968) Деррида говорит о «животности буквы» (фр. l'animalité de la letter), в работе «О духе» (1989) рассуждает над тезисом Хайдеггера о «нищете животного в отношении мира». В интервью с Жаном-Люком Нанси, озаглавленном «Правильное питание, или Вычисление субъекта» (1989), обсуждается проблема субъектности животного и мясоедения. Наконец, в своих последних семинарах «Зверь и суверен» (фр. La bête et le souverain), проходивших с 2001 по 2003 годы, Деррида разностороннее рассматривает проблему животного и человека.

## В фильмах
- Книга цитируется несколько раз в экспериментальном фильме-эссе Жана-Люка Годара «Прощай, речь»[16].
- В первых сценах фильма «Кибер» (2015) книгу можно увидеть на книжной полке тюремной камеры главного героя — компьютерного гения Николаса Хатэуэя.